# 赤子 (葉德嫻歌曲)
《赤子》是香港女歌手葉德嫻的粵語歌曲，羅大佑作曲、編曲、監製、林夕填詞；在1991年6月在香港上映的電影《藍色霹靂火》首次面世，原名為《赤子心聲》，同年7月見於合輯《皇后大道東》中，並更名為《赤子》。

## 背景
《赤子》是首「Slow Jerk」節奏、4/4節拍並以C小調寫成的抒情曲，搭配的電影《藍色霹靂火》的主題是父子情，歌詞講述現代人親情關係的疏離，林夕後來表示寫入了自己的心聲。
葉德嫻早已於1988年宣佈退出樂壇，但獲在《民主歌聲獻中華》中結緣的羅大佑邀請試唱此曲，林夕亦得償心願，為這位心儀已久的歌手填詞。葉德嫻初時不滿意旋律，待加入編曲和歌詞後才喜歡上。葉羅林三人通宵錄音，多番修改歌詞和唱法。後來羅大佑擅自將葉德嫻未盡滿意的試音版發行，使她感到不受尊重，與之反目，並聲稱沒有獲得版稅。

## 製作群
- 和聲：Albert、Barry、周小君、Jacky、Joey、May、Patrick、袁麗嫦
- 色士風：Phil Rombaoa、其他樂器：羅大佑

## 衍伸
同年9月羅大佑推出專輯《原鄉》，收錄了娃娃所唱的國語版，仍由林夕填詞。電影在台灣上映時則採用羅大佑主唱的國語版，在粵語版的基礎上略作改動，片尾的工作人員表標明填詞人為羅大佑，此版並沒有收錄於任何專輯中。
1999年，獲引為葉德嫻所主演的電視劇《縱橫四海》的插曲，劇集播出後此曲重新受到關注。

## 現場演繹
葉德嫻曾多次在演唱會上重新演繹《赤子》，包括2010年的劉德華Unforgettable演唱會（以戲劇的方式表演）、Deanie Sing for me 2013 葉德嫻演唱會（由倫永亮改編，並由荒井壯一郎冷調的敲擊樂主導 
）、葉德嫻‧倫永亮‧趙增熹‧香港管弦樂團《紅白藍》演唱會等。因與子女關係疏離，她演唱此曲時經常感觸落淚。

## 評價
此曲風評甚佳。樂評人黃志華指出，羅大佑以狹窄的音域寫出「簡潔」、新鮮的旋律；林夕則巧以疊字營造深遞的意境，又用質樸而「精警」的句子寫出複雜的親情。《赤子》亦被視為林夕1990年代初「音樂工廠時期」的代表作之一。
《明報》專欄作家黃念欣則認為葉德嫻「以她獨有的複雜母性」，唱出歌曲的意韻。歌手林二汶讚賞此曲是葉德嫻把「聲音不完美的缺點，完美地跟她獨特的聲音演技這個大優點結合」的代表作。

## 註腳
1. ↑  重編《赤子》的資料詳見香港電台第二台廣播節目《守下留情》於2016年9月2日播出的訪問。